# Al-Barakina
Al-Barakina (arab. البراكنة, fr. Brakna) – jeden z 12 regionów Mauretańskiej Republiki Islamskiej, położony w południowo-zachodniej części kraju.